# Open CASCADE Technology
Open CASCADE Technology ist ein Software Development Kit (SDK) um 3D-Anwendungsprogramme im Bereich CAD, CAM, CAE zu entwickeln. Open CASCADE ist unter einer LGPL-ähnlichen Lizenz für Linux, Solaris und Windows erhältlich.
Ab der Version 6.7.0 wird die Software unter den Bedingungen der LGPL Version 2.1 veröffentlicht und ist somit kompatibel mit der GPL (Version 2 und spätere). Zuvor wurden die Versionen unter einer eigenen Lizenz veröffentlicht, welche nicht von der OSI anerkannt war und sich somit Probleme in der Nutzung durch andere Projekte ergaben.
Technische Unterstützung und Entwicklung für Open CASCADE werden vom Unternehmen OPEN CASCADE SAS geleistet, das Produkt wird von verschiedenen Kunden u. a. in der Luftfahrt- und Automobilindustrie eingesetzt.
Das Pre-/Post-processing-Programm Salome basiert auf Open CASCADE. Open-Source-Projekte, die Open CASCADE-Techniken nutzen, sind beispielsweise HeeksCAD, FreeCAD und CadQuery.
Für den Datenaustausch verfügt Open CASCADE über Schnittstellen wie STEP (AP203/214 Schema), IGES (5.3) und BRep (einem reinen Open-CASCADE-Format).
Die Programmbibliothek hat einen Umfang von etwa 200 MB, dazu kommen weitere 200 MB Dokumentation.
Es gibt auch die Möglichkeit, Open CASCADE mit der Programmiersprache Python (pythonOCC) zu nutzen.